# Краківська шопка
Краківські різдвяні ясла зі сценою поклоніння пастухів є частиною традиційного краківського фольклору.
У всіх католицьких костелах Польщі під час різдвяних свят 25 грудня показуються ясла. Фігури в натуральну величину представляють Дитятко та його батьків в оточенні пастухів і домашніх звірів: корови, коня, осла і овець. 6 січня додають сцену Поклоніння волхвів. Ясла залишаються до 2 лютого.
У Кракові вже кілька століть існує традиція споруди переносних ясель. Цим займалися муляри, для яких взимку не було роботи. З початку XX століття мистецтво виготовлення цих ясел зросла до рівня майстерності. Майстри змагалися в багатстві ясель, схожих на мініатюри фасадів краківських костьолів. Ясла були зроблені з дерева і обклеєні різнобарвною алюмінієвою фольгою. У 1927 році відбувся перший офіційний конкурс краківських ясель. З 1937 року в перший четвер грудня на краківському Ринку (центральна площа Старого міста) на сходинках пам'ятника Адаму Міцкевичу творці ясель показують свої роботи, а журі конкурсу обирає найкращі з них.

## Галерея

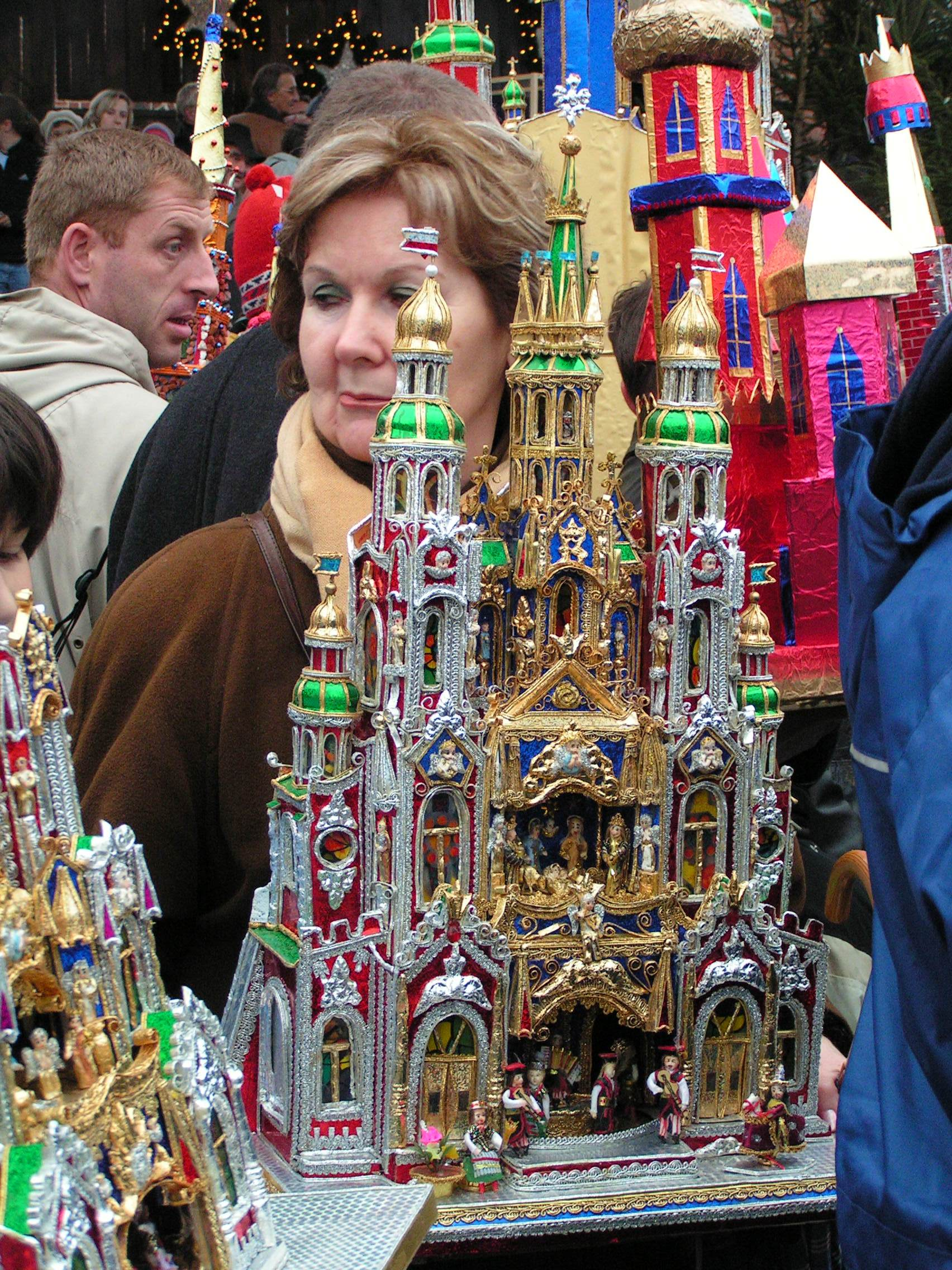
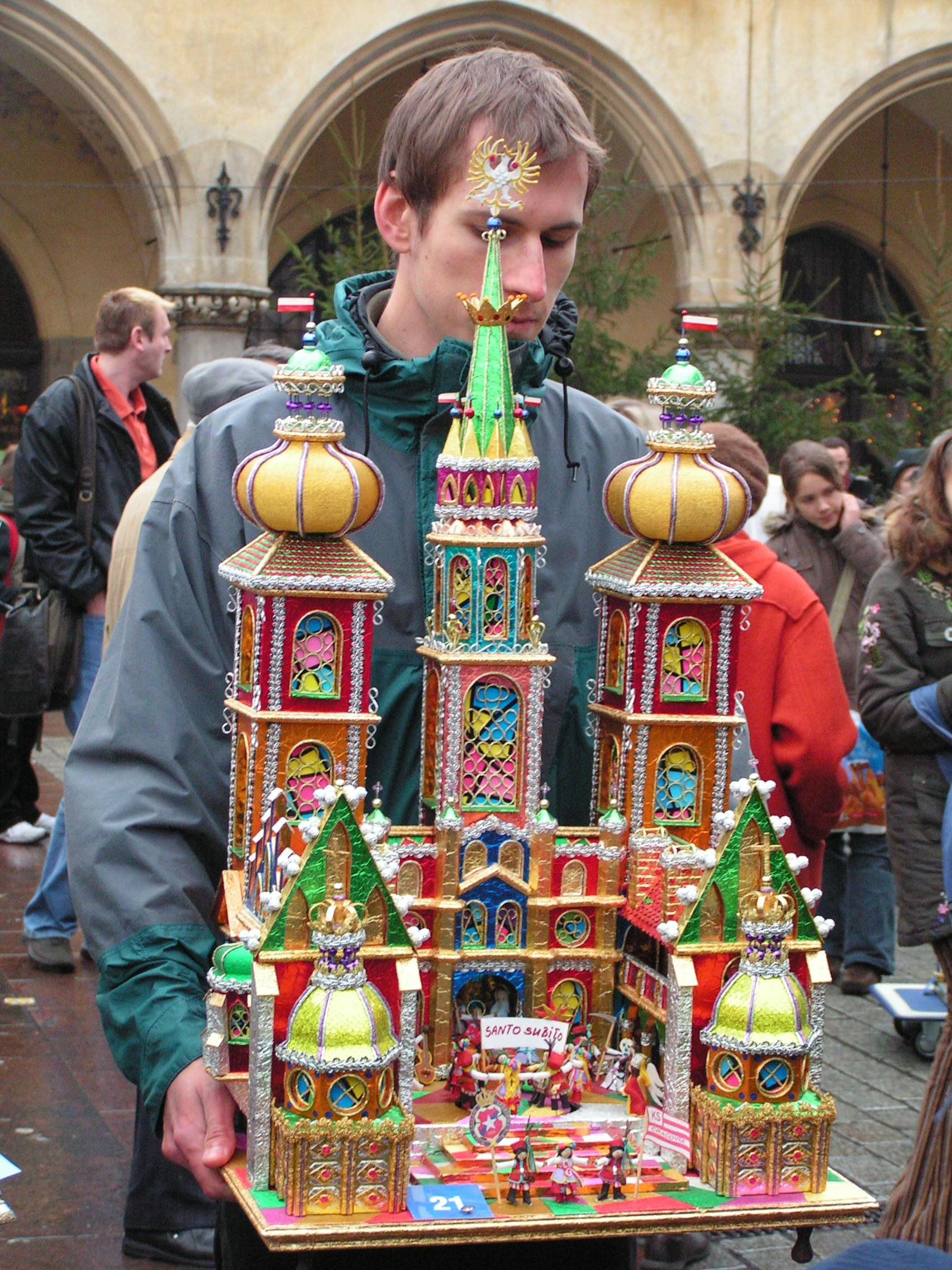
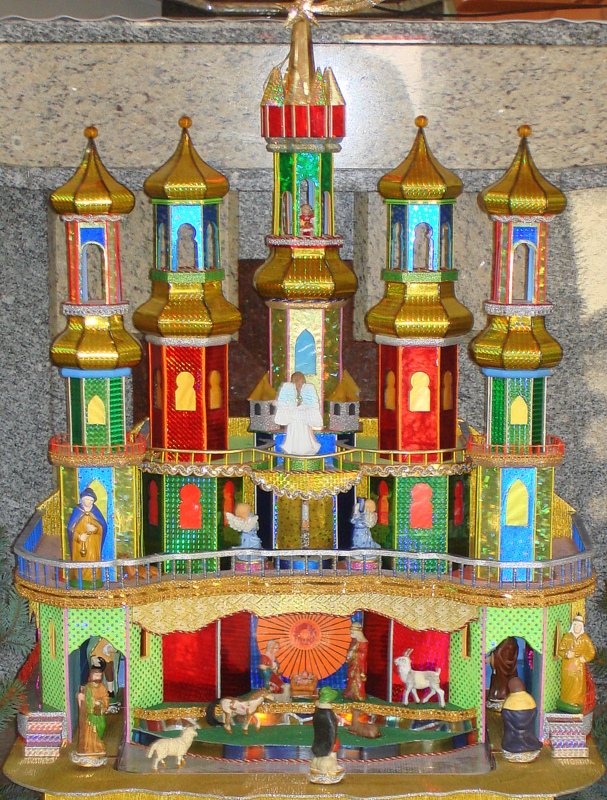
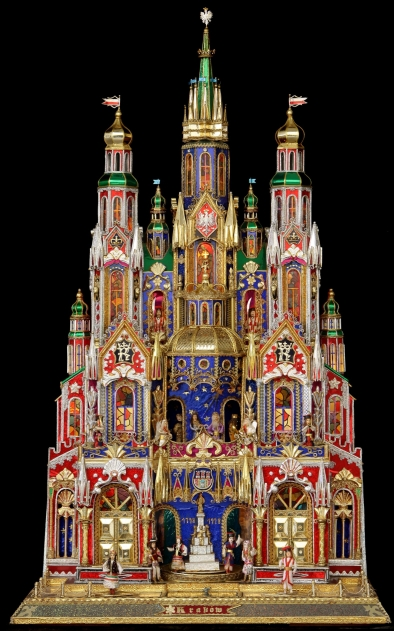
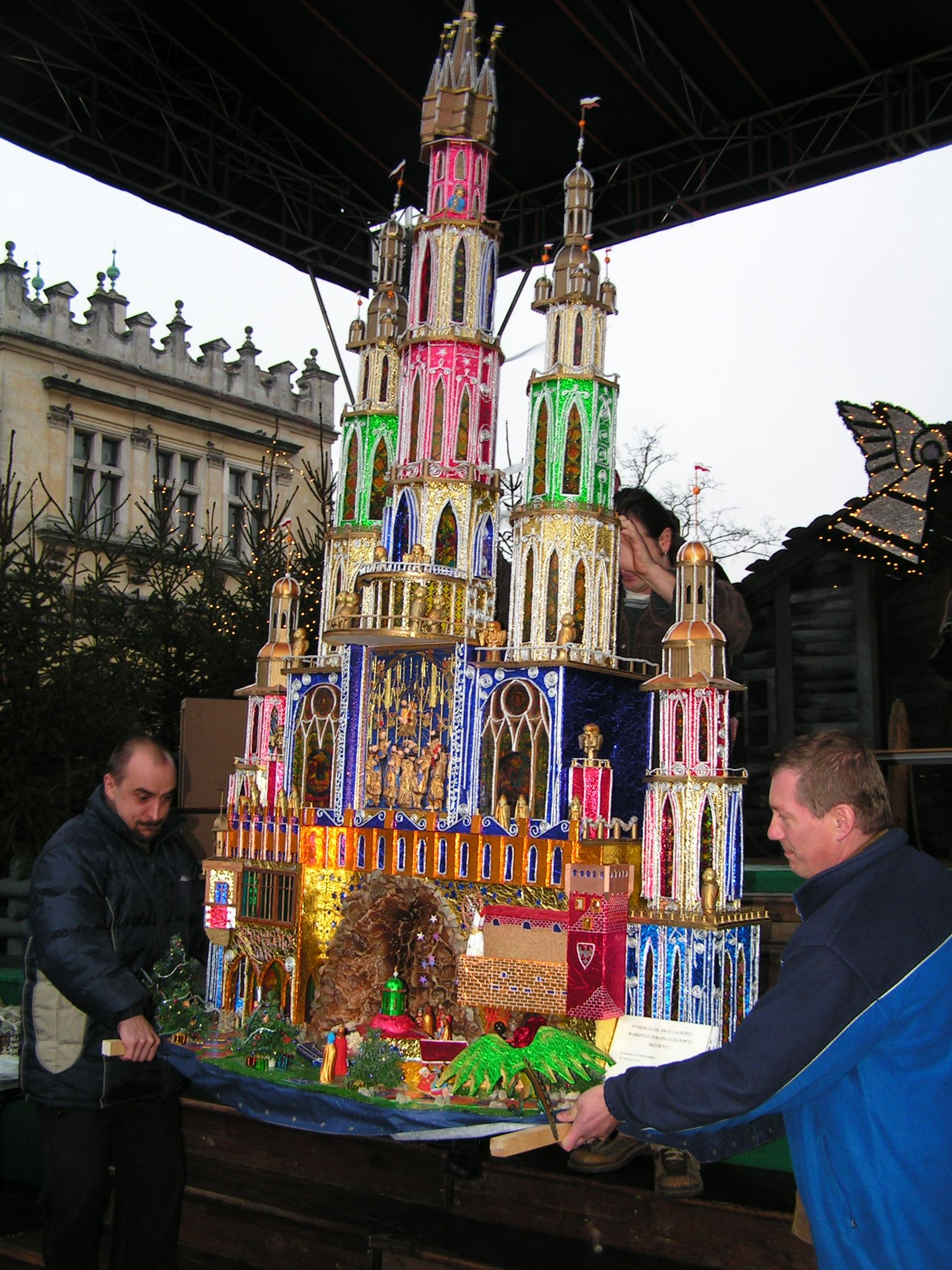